# Hendrik IV van Castilië
Hendrik IV (Valladolid, 5 januari 1425 – Madrid, 11 december 1474), met als bijnaam de Machteloze, of de Impotente, was van 1454 tot 1474 koning van Castilië en León.

## Ouders
Hendrik was een zoon van Johan II van Castilië en Maria van Aragón.

## 1436-1454
Op 22 september 1436 werd in Toledo een vredesverdrag gesloten tussen het koninkrijk van Navarra en dat van Castilië.
Een onderdeel van het verdrag was het huwelijk tussen Hendrik IV en Blanca II van Navarra, die op dat ogenblik slechts twaalf jaar oud was. Navarra won op deze wijze de versterkingen, kastelen en landgoederen terug, die het tijdens de oorlog met Castilië had moeten afstaan.
Het afgesproken huwelijk vond plaats in 1440 toen prins Hendrik vijftien jaar oud werd. Het werd echter in 1453 via een pauselijk besluit ontbonden omdat nakomelingen uitbleven. Hendrik had zelf om ontbinding van het huwelijk verzocht en er kwam een officieel onderzoek dat de maagdelijkheid van Blanca aantoonde.
Hendrik groeide op samen met Juan Pacheco, die zijn belangrijkste vertrouweling werd.

## 1454-1457
Toen zijn vader Johan in juli 1454 stierf volgde Hendrik hem op. Het koninkrijk van zijn vader was het toneel geweest van vele intriges tussen de belangrijke adellijke families. De belangrijkste van deze edelen was Álvaro de Luna, die als vertrouweling van Johan II het hof tot 1453 volledig in zijn greep hield. Hendrik probeerde de verschillende adellijke facties met elkaar te verzoenen om de interne rust in het koninkrijk te herstellen. De macht van de adel was echter te groot om die rust lang te kunnen handhaven.
Dankzij Hendrik werd de bezittingen van Juan Pacheco aanzienlijk uitgebreid. Een andere belangrijke vertrouweling en raadsman was Alonso I de Fonseca.
In 1455 huwde Hendrik met zijn nicht Johanna van Portugal.
Een van de eerste zaken die Hendrik tijdens zijn regering deed was het sluiten van een vredesakkoord tussen Aragón, Navarra en Castilië. Dit verdrag was al onder de regering van zijn vader ontworpen. Het werd in september 1454 door Hendrik en de koning van Aragón, Alfons V, ondertekend, en het jaar daarop in 1455 door diens broer, Johan, de koning van Navarra bevestigd. Juan Pacheco was onderhandelaar namens Hendrik.
Het verdrag bepaalde dat de koning van Navarra afstand deed van zijn bezittingen in Castilië in ruil voor een vergoeding van 3,5 miljoen maravedís per jaar. De plaats Atienza viel hierbuiten en werd door Hendrik IV gekocht, omdat deze eigendom was van de tweede echtgenote van Johan, Juana Enríquez.

De zoon van de koning van Navarra, Karel van Viana, maakte echter ook aanspraak op de troon van Navarra. Castiliaanse troepen steunden Karel van Viana in de strijd tegen zijn vader Johan. Tegelijkertijd zocht Alfons V de steun van Castilië in zijn strijd tegen paus Calixtus III.
Hendrik IV bemiddelde in de vredesverdrag dat in mei 1457 werd gesloten tussen Karel van Viana en zijn vader Johan II. Daarbij beloofde Hendrik het bondgenootschap tussen Castilië, en Karel van Viana en diens medestander Jean de Beaumont te zullen opzeggen. Een jaar later werd de overeenkomst tussen Navarra en Castilië nog eens extra bezegeld met het huwelijk van prins Alfons van Trastámara en Avís met Leonora van Napels en dat van Isabella I met Ferdinand II van Aragon. Het eerste huwelijk werd niet voltrokken.

## 1457-1467
Nu was er vrede met Portugal, Navarra en Aragón, maar de rust duurde niet lang. Hendrik IV vond dat het tijd was om het laatste Moorse rijk op het Iberisch schiereiland, dat van Granada, aan te vallen. Hendrik wilde grootscheepse veldslagen met veel slachtoffers vermijden,  en koos ervoor om de Moorse ovens en de oogsten te vernietigen. In de strijd tegen de Moren kreeg Hendrik de steun van paus Calixtus III, ook van diens opvolger Pius II. De Castiliaanse edelen vonden dat Hendriks aanpak niet werkte en wilden een echte oorlog. Hendrik werd er van beschuldigd Moorse gewoonten over te nemen en homoseksueel te zijn. Het verzet van de edelen liep uit op een staatsgreep in 1465.
In 1462 kreeg Hendrik IV met Johanna van Portugal een dochter. Boze tongen beweerden dat Hendrik impotent was en dat Johanna zwanger was geraakt van de edelman Beltrán de la Cueva. Het kind kreeg daarom de bijnaam Juana la Beltraneja.
De oppositie verenigde zich op 4 april 1460 in de Liga van Tudela. In september 1464 deed een deel van de adel een greep naar de macht. Ze dwong Hendrik om zijn enige dochter Johanna, de titel van troonopvolger, die van prinses van Asturië af te nemen, en deze aan zijn halfbroer Alfons te geven.
Op 27 april 1465 werd Alfons in Plasencia door de opstandige adel uitgeroepen tot koning van Castilië en Léon, en dit werd op 5 juni nog eens bevestigd met een officiële ceremonie in de stad Ávila. De nieuwe koning, die de naam Alfonso XII kreeg, was slechts twaalf jaar oud. Deze staatsgreep werd bekend onder de naam de Farce van Ávila.
Hierna brak een burgeroorlog uit tussen de aanhangers van Alfons en die van Hendrik. In 1467 vond ten slotte een veldslag plaats, de Tweede Slag bij Olmedo. Geen van de twee partijen behaalde een duidelijke overwinning. Tot op de dag van vandaag zijn er historici die beweren dat Hendrik werd verslagen en gevangengenomen. Anderen zeggen dat hij als winnaar uit de strijd kwam, maar vanwege zijn zwakke positie besloot tot onderhandelen met de overwonnenen.
De oorzaak van het overlijden van Alfons in 1468 is onbekend. Mogelijkerwijs werd hij vergiftigd

## Na de dood van Hendrik IV
Door het ontbreken van een mannelijke erfgenaam brak er na zijn dood een opvolgingsoorlog uit tussen zijn dochter Johanna, gesteund door Portugal, en de uiteindelijke winnaar, zijn half-zuster Isabella van Castilië, gesteund door Aragón (via haar man Ferdinand II van Aragon) en later ook Frankrijk.

## Nageslacht
Hendrik IV had officieel een dochter met Johanna van Portugal:
- Johanna van Castilië (1462-1530)

## Kwartierstaat (voorouders)
| Jan van Gent (1340-1399) | Jan van Gent (1340-1399) | Jan van Gent (1340-1399) | Jan van Gent (1340-1399) | Jan van Gent (1340-1399)            | Jan van Gent (1340-1399)            |                                     |                                     | Constance van Castilië (1354-1394)  | Constance van Castilië (1354-1394)  | Constance van Castilië (1354-1394) | Constance van Castilië (1354-1394) | Constance van Castilië (1354-1394) | Constance van Castilië (1354-1394) |                                   |                                   | Johan I van Castilië (1358-1390)     | Johan I van Castilië (1358-1390)     | Johan I van Castilië (1358-1390)     | Johan I van Castilië (1358-1390)     | Johan I van Castilië (1358-1390)     | Johan I van Castilië (1358-1390)     |                                   |                                   | Eleonora van Aragón (1358-1382)    | Eleonora van Aragón (1358-1382)    | Eleonora van Aragón (1358-1382)    | Eleonora van Aragón (1358-1382)    | Eleonora van Aragón (1358-1382)     | Eleonora van Aragón (1358-1382)     |                                     |                                     | Sancho van Castilië (1342-1374)     | Sancho van Castilië (1342-1374)     | Sancho van Castilië (1342-1374) | Sancho van Castilië (1342-1374) | Sancho van Castilië (1342-1374)          | Sancho van Castilië (1342-1374)          |                                          |                                          | Beatrix van Alburquerque (1347—1381)     | Beatrix van Alburquerque (1347—1381)     | Beatrix van Alburquerque (1347—1381) | Beatrix van Alburquerque (1347—1381) | Beatrix van Alburquerque (1347—1381) | Beatrix van Alburquerque (1347—1381) |
| Jan van Gent (1340-1399) | Jan van Gent (1340-1399) | Jan van Gent (1340-1399) | Jan van Gent (1340-1399) | Jan van Gent (1340-1399)            | Jan van Gent (1340-1399)            |                                     |                                     | Constance van Castilië (1354-1394)  | Constance van Castilië (1354-1394)  | Constance van Castilië (1354-1394) | Constance van Castilië (1354-1394) | Constance van Castilië (1354-1394) | Constance van Castilië (1354-1394) |                                   |                                   | Johan I van Castilië (1358-1390)     | Johan I van Castilië (1358-1390)     | Johan I van Castilië (1358-1390)     | Johan I van Castilië (1358-1390)     | Johan I van Castilië (1358-1390)     | Johan I van Castilië (1358-1390)     |                                   |                                   | Eleonora van Aragón (1358-1382)    | Eleonora van Aragón (1358-1382)    | Eleonora van Aragón (1358-1382)    | Eleonora van Aragón (1358-1382)    | Eleonora van Aragón (1358-1382)     | Eleonora van Aragón (1358-1382)     |                                     |                                     | Sancho van Castilië (1342-1374)     | Sancho van Castilië (1342-1374)     | Sancho van Castilië (1342-1374) | Sancho van Castilië (1342-1374) | Sancho van Castilië (1342-1374)          | Sancho van Castilië (1342-1374)          |                                          |                                          | Beatrix van Alburquerque (1347—1381)     | Beatrix van Alburquerque (1347—1381)     | Beatrix van Alburquerque (1347—1381) | Beatrix van Alburquerque (1347—1381) | Beatrix van Alburquerque (1347—1381) | Beatrix van Alburquerque (1347—1381) |
|                          |                          |                          |                          |                                     |                                     |                                     |                                     |                                     |                                     |                                    |                                    |                                    |                                    |                                   |                                   |                                      |                                      |                                      |                                      |                                      |                                      |                                   |                                   |                                    |                                    |                                    |                                    |                                     |                                     |                                     |                                     |                                     |                                     |                                 |                                 |                                          |                                          |                                          |                                          |                                          |                                          |                                      |                                      |                                      |                                      |
|                          |                          |                          |                          |                                     |                                     |                                     |                                     |                                     |                                     |                                    |                                    |                                    |                                    |                                   |                                   |                                      |                                      |                                      |                                      |                                      |                                      |                                   |                                   |                                    |                                    |                                    |                                    |                                     |                                     |                                     |                                     |                                     |                                     |                                 |                                 |                                          |                                          |                                          |                                          |                                          |                                          |                                      |                                      |                                      |                                      |
|                          |                          |                          |                          | Catharina van Lancaster (1373-1418) | Catharina van Lancaster (1373-1418) | Catharina van Lancaster (1373-1418) | Catharina van Lancaster (1373-1418) | Catharina van Lancaster (1373-1418) | Catharina van Lancaster (1373-1418) |                                    |                                    |                                    |                                    |                                   |                                   | Hendrik III van Castilië (1379-1406) | Hendrik III van Castilië (1379-1406) | Hendrik III van Castilië (1379-1406) | Hendrik III van Castilië (1379-1406) | Hendrik III van Castilië (1379-1406) | Hendrik III van Castilië (1379-1406) |                                   |                                   | Ferdinand I van Aragon (1380-1416) | Ferdinand I van Aragon (1380-1416) | Ferdinand I van Aragon (1380-1416) | Ferdinand I van Aragon (1380-1416) | Ferdinand I van Aragon (1380-1416)  | Ferdinand I van Aragon (1380-1416)  |                                     |                                     |                                     |                                     |                                 |                                 | Eleonora Urraca van Castilië (1374-1435) | Eleonora Urraca van Castilië (1374-1435) | Eleonora Urraca van Castilië (1374-1435) | Eleonora Urraca van Castilië (1374-1435) | Eleonora Urraca van Castilië (1374-1435) | Eleonora Urraca van Castilië (1374-1435) |                                      |                                      |                                      |                                      |
|                          |                          |                          |                          | Catharina van Lancaster (1373-1418) | Catharina van Lancaster (1373-1418) | Catharina van Lancaster (1373-1418) | Catharina van Lancaster (1373-1418) | Catharina van Lancaster (1373-1418) | Catharina van Lancaster (1373-1418) |                                    |                                    |                                    |                                    |                                   |                                   | Hendrik III van Castilië (1379-1406) | Hendrik III van Castilië (1379-1406) | Hendrik III van Castilië (1379-1406) | Hendrik III van Castilië (1379-1406) | Hendrik III van Castilië (1379-1406) | Hendrik III van Castilië (1379-1406) |                                   |                                   | Ferdinand I van Aragon (1380-1416) | Ferdinand I van Aragon (1380-1416) | Ferdinand I van Aragon (1380-1416) | Ferdinand I van Aragon (1380-1416) | Ferdinand I van Aragon (1380-1416)  | Ferdinand I van Aragon (1380-1416)  |                                     |                                     |                                     |                                     |                                 |                                 | Eleonora Urraca van Castilië (1374-1435) | Eleonora Urraca van Castilië (1374-1435) | Eleonora Urraca van Castilië (1374-1435) | Eleonora Urraca van Castilië (1374-1435) | Eleonora Urraca van Castilië (1374-1435) | Eleonora Urraca van Castilië (1374-1435) |                                      |                                      |                                      |                                      |
|                          |                          |                          |                          |                                     |                                     |                                     |                                     |                                     |                                     | Johan II van Castilië (1405-1454)  | Johan II van Castilië (1405-1454)  | Johan II van Castilië (1405-1454)  | Johan II van Castilië (1405-1454)  | Johan II van Castilië (1405-1454) | Johan II van Castilië (1405-1454) |                                      |                                      |                                      |                                      |                                      |                                      |                                   |                                   |                                    |                                    |                                    |                                    |                                     |                                     | Maria van Aragón (1403-1445)        | Maria van Aragón (1403-1445)        | Maria van Aragón (1403-1445)        | Maria van Aragón (1403-1445)        | Maria van Aragón (1403-1445)    | Maria van Aragón (1403-1445)    |                                          |                                          |                                          |                                          |                                          |                                          |                                      |                                      |                                      |                                      |
|                          |                          |                          |                          |                                     |                                     |                                     |                                     |                                     |                                     | Johan II van Castilië (1405-1454)  | Johan II van Castilië (1405-1454)  | Johan II van Castilië (1405-1454)  | Johan II van Castilië (1405-1454)  | Johan II van Castilië (1405-1454) | Johan II van Castilië (1405-1454) |                                      |                                      |                                      |                                      |                                      |                                      |                                   |                                   |                                    |                                    |                                    |                                    |                                     |                                     | Maria van Aragón (1403-1445)        | Maria van Aragón (1403-1445)        | Maria van Aragón (1403-1445)        | Maria van Aragón (1403-1445)        | Maria van Aragón (1403-1445)    | Maria van Aragón (1403-1445)    |                                          |                                          |                                          |                                          |                                          |                                          |                                      |                                      |                                      |                                      |
|                          |                          |                          |                          |                                     |                                     |                                     |                                     |                                     |                                     |                                    |                                    |                                    |                                    |                                   |                                   |                                      |                                      |                                      |                                      |                                      |                                      |                                   |                                   |                                    |                                    |                                    |                                    |                                     |                                     |                                     |                                     |                                     |                                     |                                 |                                 |                                          |                                          |                                          |                                          |                                          |                                          |                                      |                                      |                                      |                                      |
|                          |                          |                          |                          |                                     |                                     |                                     |                                     |                                     |                                     |                                    |                                    |                                    |                                    |                                   |                                   |                                      |                                      |                                      |                                      |                                      |                                      |                                   |                                   |                                    |                                    |                                    |                                    |                                     |                                     |                                     |                                     |                                     |                                     |                                 |                                 |                                          |                                          |                                          |                                          |                                          |                                          |                                      |                                      |                                      |                                      |
|                          |                          |                          |                          |                                     |                                     |                                     |                                     |                                     |                                     |                                    |                                    | Catalina van Castilië (1422-1424)  | Catalina van Castilië (1422-1424)  | Catalina van Castilië (1422-1424) | Catalina van Castilië (1422-1424) | Catalina van Castilië (1422-1424)    | Catalina van Castilië (1422-1424)    |                                      |                                      | Eleonora van Castilië (1424-1425)    | Eleonora van Castilië (1424-1425)    | Eleonora van Castilië (1424-1425) | Eleonora van Castilië (1424-1425) | Eleonora van Castilië (1424-1425)  | Eleonora van Castilië (1424-1425)  |                                    |                                    | Hendrik IV van Castilië (1425-1474) | Hendrik IV van Castilië (1425-1474) | Hendrik IV van Castilië (1425-1474) | Hendrik IV van Castilië (1425-1474) | Hendrik IV van Castilië (1425-1474) | Hendrik IV van Castilië (1425-1474) |                                 |                                 | Maria van Castilië (1428-1429)           | Maria van Castilië (1428-1429)           | Maria van Castilië (1428-1429)           | Maria van Castilië (1428-1429)           | Maria van Castilië (1428-1429)           | Maria van Castilië (1428-1429)           |                                      |                                      |                                      |                                      |